# Prostatis oikogénias
Prostatis Oikogénias (grec: Προστάτης Οικογένειας Cap de família) és una pel·lícula grega dirigida per Nikos Perakis i estrenada el 1997.

## Argument
Un aspirant a escriptor i professor a l'atur, Alexandros Kontos (Renos Haralambidis), accepta "rellegir" l'autobiografia d'una cantant popular, Calypso. També és l'esposa de Sotiris Mandrakas, el ric cap del canal de televisió Hellas ΤV. Alexandros disposa d'una gran quantitat de documents, gran part dels quals són molt confidencials, per escriure l'autobiografia de l'estrella: cassets, vídeos, diaris, fotos, poemes, etc. No obstant això, té tots els documents robats i molt ràpidament es troba al cor d'un esquema que està fora del seu control. Alexandros fins i tot acaba trobant-se acusat del segrest de Myrto, la filla de Calypso i fillastra de Mandrakas. Els mitjans transmeten la culpabilitat d'Alexandros que acaba detingut. Quan el jutge responsable d'investigar el cas mor, Alexandros és sospitós d'assassinat. Resulta que va ser Calypso qui va fer segrestar Myrto perquè tenia una aventura amb el seu padrastre. Aquest últim n'era conscient, però va aprofitar l'afer per augmentar l'audiència del seu canal. Pel que fa a la mort del jutge, amic de Mandrakas, va ser un suïcidi.

## Repartiment
- Renos Haralambidis
- Katerina Yiatzoglou
- Alkis Panagiotidis
- Cassandra Voyiatzi
- Natalia Papaioannou
- Evris Papanikolas
- Giorgos Marinos